# 新潟県道485号東谷内溝尾線
新潟県道485号東谷内溝尾線（にいがたけんどう485ごう ひがしたにうちみぞおせん）とは、新潟県糸魚川市内を通る一般県道である。

## 概要
糸魚川市の東部の能生地域の二級河川能生川の支流・川詰川沿いに形成されている川詰集落と能生谷を縦貫している新潟県道246号西飛山能生線を結ぶ。
起点のある糸魚川市東谷内は花立峠を経て隣接する上越市名立区西蒲生田に程近い、標高約300mに位置する小さな集落である。当県道を経て隣接する糸魚川市川詰は川詰川と能生川との合流部にあり、能生川に架かる羽黒橋を介して終点の糸魚川市溝尾とを結んでいる。

### 路線データ
- 起点：新潟県糸魚川市大字東谷内字大田646
- 終点：新潟県糸魚川市大字溝尾字堂ノ下772-5（＝新潟県道246号西飛山能生線交点）

## 路線状況
全区間アスファルトやセメントで舗装されているものの、そのうちの約95.1%（3.4904km＝3490.4m）はアスファルトによる簡易舗装である。
ほぼ全区間にわたって規格改良が施されておらず、改良率は約0.3%（0.0106km＝10.6m）である。また、全区間のうち約97.6%にあたる3.5821km（＝3582.1m）は幅員3.5m以上同5.5m未満の幅員となっている。歩道は全く設置されていない。

## 地理

### 通過する自治体
- 新潟県
糸魚川市

### 交差する道路
- 新潟県道246号西飛山能生線（新潟県糸魚川市溝尾）

### 沿線
- 能生川
- 糸魚川市立南能生小学校